# Sikorsky S-71
Sikorsky S-71 – niezrealizowany projekt amerykańskiego śmigłowca szturmowego, firmy Sikorsky Aircraft Corporation powstały w ramach programu budowy zaawansowanego śmigłowca szturmowego (Advanced Attack Helicopter – AAH). Projekt zakończono na etapie budowy pełnowymiarowej makiety maszyny.

## Historia
Po zakończeniu przez US Army programu Advanced Aerial Fire Support System (AAFSS) i anulowaniu zamówienia na Lockheed AH-56 Cheyenne armia pozostała z nierozwiązanym problemem braku środków mogących przeciwstawić się przewadze w wojskach pancernych Układu Warszawskiego i Związku Radzieckiego. W programie AAFSS uczestniczyła również firma Sikorsky ze swoim prototypem Sikorsky S-67 Blackhawk, który jednak również nie zyskał uznania w oczach decydentów, a próby zainteresowania maszyną odbiorców zagranicznych nie przyniosły rezultatów. Tym niemniej producent postanowił wziąć udział w kolejnym programie zainicjowanym przez US Army oznaczonym jako Advanced Attack Helicopter, którego celem miało być wyłonienie nowego śmigłowca szturmowego dla amerykańskiej armii. W odpowiedzi na ten konkurs Sikorsky opracował projekt nowej maszyny. W celu maksymalnego obniżenia kosztów wykorzystano elementy konstrukcyjne projektowanego równolegle śmigłowca Sikorsky S-70, przyszłego UH-60. Wykorzystano kompletny zespół napędowy z dwoma silnikami General Electric T700-GE-700 z przekładnią, czterołopatowym wirnikiem głównym, śmigło ogonowe, tylną część kadłuba i usterzenie. Po bokach kadłuba znajdowały się skrzydła służące również jako elementy, do których podwieszanoby uzbrojenie. Pod kabiną pilotów zbudowaną w układzie tandem znajdowała się obrotowa wieżyczka strzelecka. Wybudowano pełnowymiarową makietę śmigłowca, jednak cały projekt został przez US Army odrzucony w 1973 roku. Do finału konkursu zakwalifikowano dwie konstrukcje, Bell YAH-63 oraz Hughes Model 77/YAH-64, czyli późniejszego zwycięzcę, śmigłowiec Boeing AH-64 Apache.